# Gerhard Gleirscher
Gerhard Gleirscher (* 14. Dezember 1969 in Innsbruck) ist ein ehemaliger österreichischer Rennrodler, welcher sowohl im Einsitzer als auch im Doppelsitzer gemeinsam mit Markus Schmidt an den Start ging.

## Leben
Gleirscher startete bei den Olympischen Winterspielen in Albertville, 1994 in Lillehammer und 1998 in Nagano. Zu seiner aktiven Zeit startete er für den Sportverein Telfes.
Bei den Rennrodel-Weltmeisterschaften 1991 in Winterberg gewann er im Team-Wettbewerb die Silbermedaille und sechs Jahre später bei den Rennrodel-Weltmeisterschaften 1997 in Igls gewann er mit der österreichischen Staffel die Goldmedaille und im Einzelwettbewerb die Bronzemedaille. Er qualifizierte sich mit Markus Schmidt für die Olympischen Winterspiele 1992 im französischen Albertville. Gemeinsam mit Schmidt belegte er im Doppelsitzer den siebten Platz.
Im Rennrodel-Weltcup 1997/1998 errang er die Bronzemedaille hinter Georg Hackl und Markus Prock.
Auch Gleirschers Sohn David ist erfolgreicher Rodler, sein Sohn Nico tritt ebenfalls bei internationalen Rodelwettkämpfen an und wurde Weltmeister im Sprintbewerb bei der Rennrodel-Weltmeisterschaft 2021 in Königssee.